# Starý Pařezov
Starý Pařezov är en ort i Tjeckien.   Den ligger i regionen Plzeň, i den västra delen av landet, 130 km sydväst om huvudstaden Prag. Starý Pařezov ligger 419 meter över havet och antalet invånare är 130.
Terrängen runt Starý Pařezov är platt åt nordost, men åt sydväst är den kuperad.Runt Starý Pařezov är det ganska tätbefolkat, med 72 invånare per kvadratkilometer. Närmaste större samhälle är Domažlice, 7,4 km sydost om Starý Pařezov. Trakten runt Starý Pařezov består till största delen av jordbruksmark.